# Jamie Lynn Spears
Jamie Lynn Marie Spears, född 4 april 1991 i McComb, Mississippi, är en amerikansk sångerska och skådespelerska. Hon är yngre syster till sångerskan Britney Spears och film- och TV-producenten Bryan Spears.

## Utbildning
Jamie Lynn var elev vid Parklane Academy i McComb. Hon avslutade gymnasieutbildningen genom hemstudier med examen i februari 2008. 

## Karriär
År 2001 gjorde Spears sitt första stora framträdande, Total Britney Live, där hon spelade mot systern i en mindre sketch. Året därpå var hon med i reklamfilmer för Clorox och Pepsi, dessutom spelade hon en yngre version av Britney Spears roll Lucy Wagner i filmen Crossroads. 
Under två säsonger var Spears även med i Nickelodeons komedishow All That. Här spelade hon flera olika roller, dock var hon återkommande Thelma Stump, en 84-årig livvakt. Efter detta lämnade hon programmet för att spela in en egen serie, Zoey 101. 
Zoey 101 gav Spears en första huvudroll. I serien spelade hon Zoey Brooks, en tjej som börjar på ett internat för främst killar i Los Angeles. När serien sändes för första gången, i januari 2005, blev den en omedelbar succé. 2005 nominerades serien till en Emmy för ”Outstanding Children's Program” och 2006 vann Jamie Lynn ett Nickelodeon Kid's Choice Award för ”Favorite TV actress”. Programmets signaturmelodi sjöngs av Spears själv. Sången heter "Follow Me" och skrevs av Emily Bob och Britney Spears.

## Familj
Den 18 december 2007 meddelade OK! Magazine att Jamie Lynn var gravid i tredje månaden och att barnets far var hennes pojkvän Casey Aldridge. Tillsammans med sin mor, Lynn Spears, intervjuades hon för tidningen och berättade att barnet skulle växa upp i Louisiana. Detta orsakade stor debatt och media anklagades av upprörda föräldrar för att ha glamouriserat tonårsgraviditeter. Dottern, Maddie Briann Aldridge, föddes den 19 juni 2008. Jamie Lynn bröt med Aldridge i november 2010 och gifte sig med Jamie Watson 14 mars 2014. Spears födde sitt andra barn, dottern Ivey Joan Watson, 11 april 2018.

## Filmografi
| År   | Titel                               | Roll             | Anmärkningar |
| ---- | ----------------------------------- | ---------------- | ------------ |
| 2002 | Crossroads                          | Unga Lucy Wagner | Biroll       |
| 2008 | The Goldilocks and the 3 Bears Show | Goldilocks       | Röst         |
| 2023 | Zoey 102                            | Zoey Brooks      | Huvudroll    |

| År      | Titel                                     | Roll               | Anmärkningar                            |
| ------- | ----------------------------------------- | ------------------ | --------------------------------------- |
| 2002–04 | All That                                  | Diverse            | Huvudroll (Säsong 7–9)                  |
| 2005–08 | Zoey 101                                  | Zoey Brooks        | Huvudroll                               |
| 2007    | Just Jordan                               | Krya               | "Spelling Bees" (Säsong 1, avsnitt 14)  |
| 2005    | A Weekend with Jamie Lynn Spears          | Sig själv          | Nickelodeon-dokumentär                  |
| 2005    | Britney and Kevin: Chaotic                | Sig själv          | "Veil of Secrecy" (Säsong 1, avsnitt 5) |
| 2008    | Miss Guided                               | Mandy Ferner       | "Hot Sub" (Säsong 1, avsnitt 2)         |
| 2016    | Jamie Lynn Spears: When the Lights Go Out | Sig själv          | Dokumentär                              |
| 2020    | Sweet Magnolias                           | Noreen Fitzgibbons | Ordinarie roll, tio avsnitt             |
| 2020    | All That                                  | Sig själv          | Ett avsnitt                             |

## Utmärkelser
Nickelodeon Kid's Choice Award
- Favorite Television Actress (2006)

Young Artist Awards
- Best Young Ensemble Performance in a TV Series (2007)
- Best Young Ensemble Performance in a TV Series (2006)

Young Hollywood Awards
- One to Watch-Female (2005)